# Javi Pineda
Javier Pineda Cabo (Torrelavega, Cantabria, 26 de noviembre de 1973), conocido deportivamente como Javi Pineda, es un exfutbolista español. Desempeñaba la función de defensa lateral derecho, su primer equipo fue la Real Sociedad Gimnástica de Torrelavega, donde jugó entre 1992 y 2000, y debutó en Primera División con el Real Racing Club de Santander en la temporada 2000/01. Militó también en el desaparecido Club Polideportivo Ejido (2003-05) y en el Racing Club de Ferrol (2005-06), en ambos casos en la 2ª División del fútbol español. Luego, tras un regreso fugaz por la Gimnástica de Torrelavega, pasó por el desaparecido Logroñés C.F., en 2ª B en 2007/08, y antes de retirarse disputó una temporada en el CD Agoncillo de la 3ª División riojana.
Actualmente es el segundo entrenador de la Unión Deportiva Logroñés, de la Segunda División B de España.

## Equipos
- Datos: Q9011158